# Estadi Général Seyni Kountché
L'Stade Général Seyni Kountché, també conegut com a Stade du 29 Julliet és un estadi de diversos usos edificat a Niamey, al Níger.
Actualment es fa servir com a l'estadi del club de futbol Sahel SC, també ho havia estat del JS du Ténéré, així com de la selecció nacional. Té capacitat per a 30.000 persones.
També és utilitzat per la pràctica de l'atletisme.